# Калтаєво (Краснокамський район)
Калта́єво (рос. Калтаево, башк. Ҡалтай) — присілок у складі Краснокамського району Башкортостану, Росія. Входить до складу Музяківської сільської ради.
Населення — 124 особи (2010; 104 у 2002).
Національний склад:
- марійці — 66 %